# إدوارد أنغيل
إدوارد أنغيل (بالإنجليزية: Edward Angell)‏ هو مهندس معماري أمريكي، ولد في 11 مارس 1847 في بروفيدنس في الولايات المتحدة، وتوفي في 1 أكتوبر 1923 في جيرسي سيتي في الولايات المتحدة بسبب السكري.